# Rattle That Lock
Rattle that Lock is het vierde studioalbum van Pink Floyd-gitarist en -zanger David Gilmour. Het album kwam uit in september 2015. Een serie van korte tours om het album te promoten, vond plaats in september en oktober 2015 (Europa), december 2015 (Zuid-Amerika), maart en april 2016 (Noord-Amerika) en de zomer van 2016 (opnieuw Europa). De cover van het album werd ontworpen door Dave Stansbie van The Creative Corperation, onder leiding van Aubrey Powell van Hipgnosis, met wie Gilmour al samenwerkt sinds eind jaren 60.
Het album werd goed ontvangen en haalde in Nederland in zeventien weken de tweede plek in de Album Top 100, in België stond het 43 weken genoteerd en stond daarin 2 weken op nummer 1 in de Ultratop 200 Albums (Vlaanderen). In de Verenigde Staten haalde Rattle that Lock de vijfde plek in de Billboard top 200 en de eerste plek op de Top Rock Albums (Billboard). In het Verenigd Koninkrijk haalde het album de eerste plek.
Van de tour die volgde op de release van het album is een concertregistratie gemaakt. David Gilmour: Live at Pompeii kwam uit op 29 september 2017. Daarvoor was de film op 13 september van dat jaar al te zien geweest in bioscopen over de hele wereld, waaronder in Nederland.

## Nummers
| Nr. | Titel                        | Schrijver(s)                           | Duur |
| --- | ---------------------------- | -------------------------------------- | ---- |
| 1.  | 5 a.m.                       | David Gilmour                          | 3:04 |
| 2.  | Rattle that lock             | Gilmour/Polly Samson/Michaël Boumendil | 4:55 |
| 3.  | Faces of Stone               | Gilmour                                | 5:32 |
| 4.  | A Boat Lies Waiting          | Gilmour/Samson                         | 4:34 |
| 5.  | Dancing Right In Front Of Me | Gilmour                                | 6:11 |
| 6.  | In Any Tongue                | Gilmour/Samson                         | 6:46 |
| 7.  | Beauty                       | Gilmour                                | 4:28 |
| 8.  | The Girl In The Yellow Dress | Gilmour/Samson                         | 5:25 |
| 9.  | Today                        | Gilmour/Samson                         | 5:55 |
| 10. | And Then...                  | Gilmour                                | 4:27 |

## Personeel
Alle credits zijn terug te vinden op het albumwerk van het album Rattle that lock
- David Gilmour - zang (alle nummers), gitaren (alle nummers), keyboards (alle nummers, behalve 8), piano (1, 3, 4, 5), Hammondorgel (2, 5 en 9), basgitaar (5, 6, 7 en 10)  en elektrische piano (9 en 10)
- Jon Carin – elektrische piano (9)
- David Crosby – achtergrondzang (4)
- Graham Nash – achtergrondzang (4)
- Danny Cummings – percussie (3, 4, 5, 7, 10)
- Steve DiStanislao – Drums (2, 3, 5, 7, 9); percussion (2, 3, 7); backing vocals (2)
- Roger Eno – piano (4, 7)
- Martin France – drums (8)
- Gabriel Gilmour – piano (6)
- Jools Holland – piano (8)
- Damon Iddins – accordeon (3); kalliope-keyboard (3)
- Bob Klose – gitaar (8)
- Chris Laurence – contrabas (8)
- The Liberty Choir – achtergrondzang (2)
- Phil Manzanera – Hammondorgel (2, 3); keyboard elementen (2, 3, 6); akoestische gitaar (3, 9)
- Louise Marshall – achtergrondzang (2, 9)
- Andy Newmark – drums (5, 6, 10)
- Eira Owen – hoorn (3)
- John Parricelli – gitaar (8)
- Mica Paris – achtergrondzang (2, 9)
- Guy Pratt – basgitaar (2, 9)
- Mike Rowe – elektrische piano (9)
- Polly Samson – achtergrondzang (9)
- Yaron Stavi – basgitaar (2); contrabas (2, 4, 5); achtergrondzang (2)
- Colin Stetson – saxofoon (8)
- Richard Wright – stem (4)
- Robert Wyatt – cornet (8)
- Zbigniew Preisner – orkestratie (1, 3, 5, 6, 9, 10)
- Michaël Boumendil – originele SNCF jingle (2)

## Tour
In september 2015 startte David Gilmour, samen met zijn band de Rattle that Lock-tour. Het eerste optreden vond plaats in Pula in Kroatië. Gilmour tourde daarna, in de rest van september en oktober, door Europa. Naast Pula deed hij Florence, Verona (beide Italië), Orange (Frankrijk), Oberhausen (Duitsland) en Londen aan. Hij deed daarbij historische locaties aan, zoals amfitheaters. Gilmour vindt dat dat bijdraagt aan de beleving en een onvergetelijke herinnering creëert.
Na een pauze ging de tour in december 2015 verder in Zuid-Amerika. Het was voor het eerst dat Gilmour daar optrad. Hij deed daarbij São Paulo, Curitiba, Porto Alegre (Brazilië), Buenos Aires (Argentinië) en Santiago (Chili) aan.
In maart 2016 werd de tour voortgezet in Noord-Amerika. Nu trad David Gilmour op in de Hollywood Bowl in Los Angeles en in Inglewood in de Verenigde Staten. Vervolgens ging hij via Toronto (Canada) naar Chicago en New York. Het Noord-Amerikaanse deel werd afgesloten in Madison Square Garden in New York.
In juli 2016 ging Gilmour opnieuw op tour door Europa. Nu stond hij in Wroclaw (Polen), Wenen (Oostenrijk), Rome, Pompeï en Verona (Italië), Stuttgart en Wiesbaden (Duitsland), Chantilly, Nimes en Arc-et-Senans (Frankrijk) en Tienen (België). Het concert in Pompeii was een bijzondere, omdat Pink Floyd (natuurlijk met David Gilmour daar 45 jaar eerder stond om hun legendarische concertfilm Pink Floyd: Live at Pompeii op te nemen, toen in een leeg amfitheater. Nu zat er wel publiek. Het was de eerste keer dat er een groot concert werd gehouden en voor het eerst in meer dan 2000 jaar dat er zo'n groot publiek naar het amfitheater kwam. Van het concert dat Gilmour gaf in Pompeii is ook een concertfilm gemaakt. Deze werd uitgebracht op 29 september 2017. Op 13 september van dat jaar was de film al te zien in een groot aantal bioscopen over de hele wereld.
De tour werd afgesloten in september 2016 met een aantal concerten in de Royal Albert Hall in Londen.